# Cellán de Mosteiro

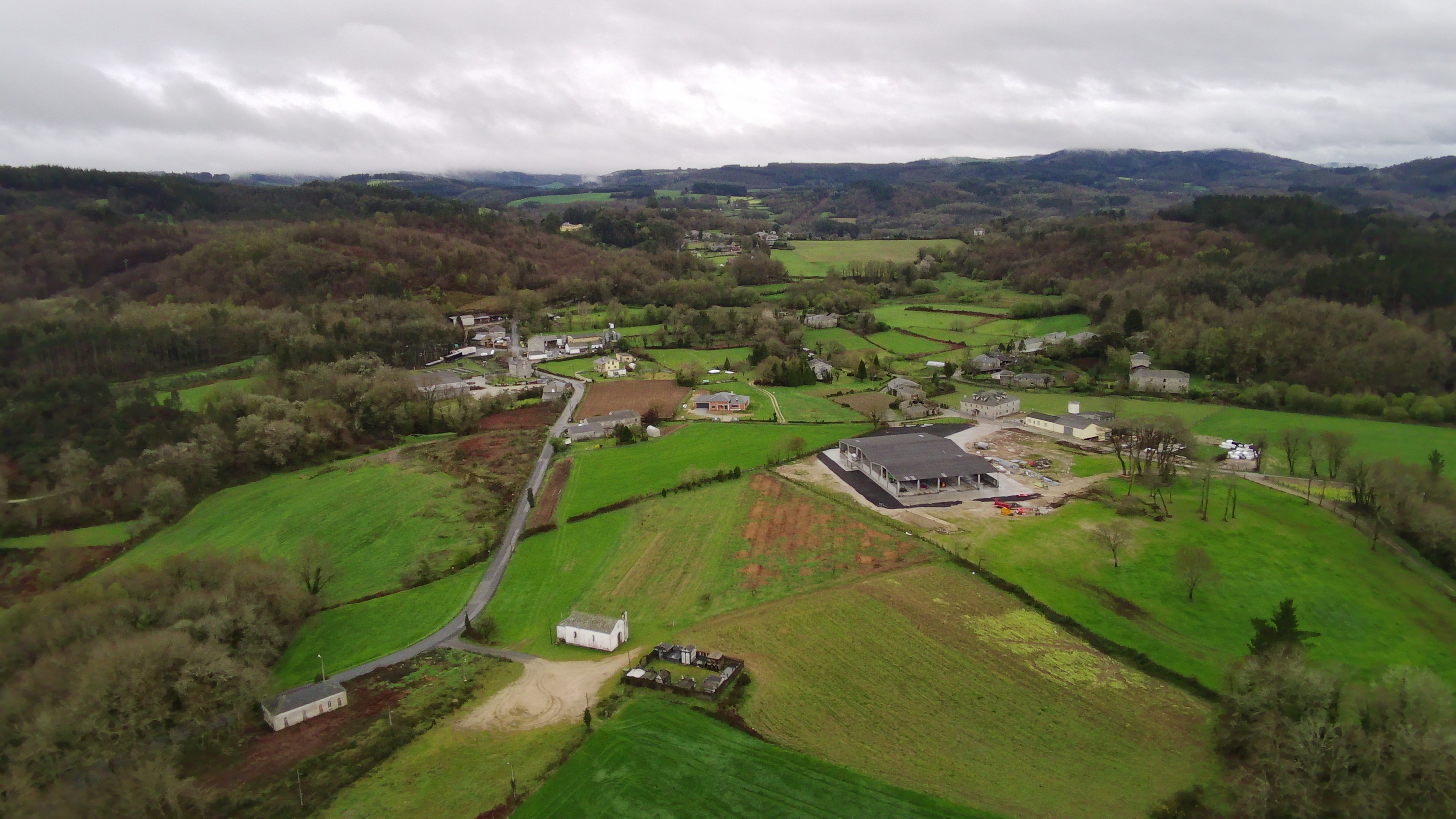
Panorámica de Cellán de Mosteiro

Cellán de Mosteiro (llamada oficialmente San Pedro de Cellán de Mosteiro) es una parroquia y una aldea española del municipio de Castroverde, en la provincia de Lugo, Galicia.

## Organización territorial
La parroquia está formada por una entidad de población:
- Cellán de Mosteiro

## Demografía
Gráfica demográfica de la aldea de Cellán de Mosteiro y de la parroquia de San Pedro de Cellán de Mosteiro según el INE español:
| Gráfica de evolución demográfica de Cellán de Mosteiro entre 2000 y 2019 |
|                                                                          |
| Datos según el nomenclátor publicado por el INE.                         |